# استثمارات تقليدية

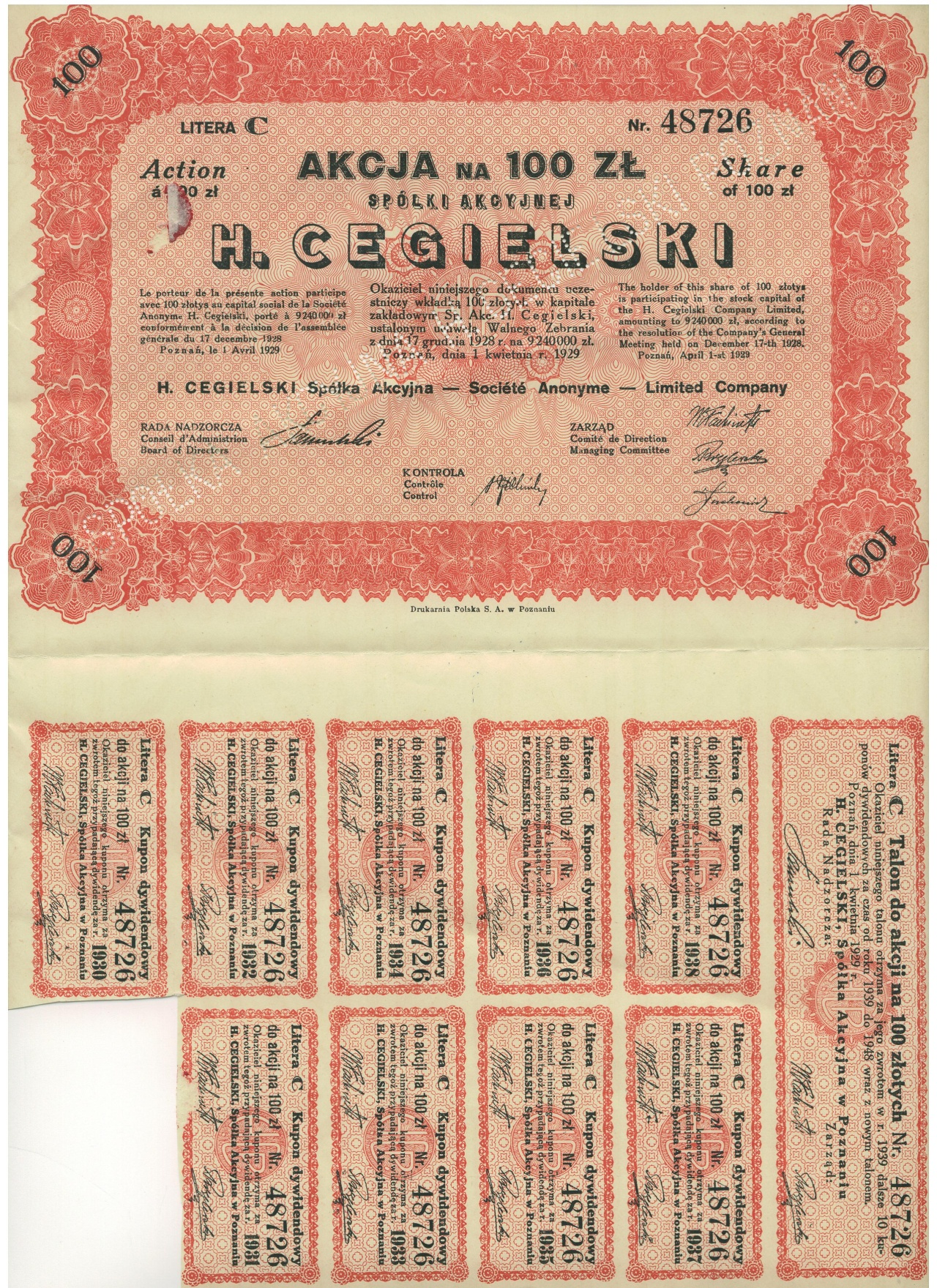
شهادة السهم قديمة من بولندا.

استثمارات تقليدية في التمويل، يشير مفهوم الاستثمارات التقليدية إلى وضع الأموال في أصول معروفة (مثل السندات والنقد والعقارات والأسهم) مع توقع زيادة رأس المال وأرباح الأسهم وأرباح الفوائد. يجب مقارنة الاستثمارات التقليدية مع الاستثمارات البديلة.

## السندات
هنا يشتري المستثمر الديون الصادرة عن الشركات أو الحكومات التي تتعهد بدفع عائد سنوي حتى يتم سداد الدين. تتغير قيمة الاستثمار مع تقلب مستوى أسعار الفائدة العامة، مما يتسبب في أن تصبح السندات أكثر أو أقل قيمة.

## النقدية
في الاستثمار النقدي، يتم استثمار الأموال عادةً في أدوات استثمار قصيرة الأجل منخفضة المخاطر مثل شهادات الإيداع وصناديق أسواق المال والحسابات المصرفية ذات العائد المرتفع.

## الأسهم والأوراق المالية
يتضمن ذلك شراء حصة في حقوق ملكية الشركة مع توقع زيادة سعر السهم. شراء حصة في الشركة هو نفس امتلاك جزء من الشركة. يمكن أن يأتي الاستثمار في الأسهم في شكل شراء الأسهم الفردية وصناديق الاستثمار المشتركة وصناديق المؤشرات والصناديق المتداولة في البورصة (ETFs).